# 石沢麻依
石沢 麻依（いしざわ まい、1980年〈昭和55年〉 -）は、日本の小説家である。

## 略歴
宮城県仙台市出身。10歳の頃に夏目漱石を愛読。高校では文芸部に所属する。東北大学文学部で心理学を学び、同大学院文学研究科で西洋美術史を専攻し、修士課程を修了。2017年からドイツのハイデルベルク大学の大学院の博士課程においてルネサンス美術を専攻している。
2021年、『貝に続く場所にて』で第64回群像新人文学賞、第165回芥川賞を受賞した。

## 作品リスト

### 単行本
小説
- 『貝に続く場所にて』（講談社、2021年7月、のち講談社文庫）　　　　　　　　　　　　　　　　　　　 
  - 「貝に続く場所にて」 - 『群像』2021年6月号
    - 単行本化の後、芥川賞受賞に際し『文藝春秋』2021年9月号に再録。
- 『月の三相』（講談社、2022年8月）　　　　　　　　　　　　　　　　　　　　　　　　　　　　　　　
  - 「月の三相」 - 『群像』2022年5月号

エッセイ
- 『かりそめの星巡り』（講談社、2024年11月）
- 『饒舌な名画たち 西洋絵画を読み解く11の視点』（集英社、2025年4月）

### 単行本未収録作品
小説
- 「マグノリアの手」 - 『群像』2022年11月号
- 「獏、石榴ソース和え」- 『群像』2023年2月号
- 「マルギット・Ｋの鏡像」‐『文學界』2023年5月号
- 「トルソの手紙」‐『すばる』2023年5月号
- 「琥珀の家の掌」‐『群像』2023年10月号
- 「木偏の母」‐『すばる』2024年2月号
- 「エコー、あるいはEの消失」‐『新潮』2024年6月号
- 「鳥を飼うひと」‐『群像』2024年11月号

エッセイ等
- 「石沢麻依への15の問い」 - 『群像』2021年9月号
- 「母との『カラマーゾフ事件』」 - 『文藝春秋』2021年9月号
- 「特殊性と普遍性の狭間でもがく」(李琴峰との対談) - 『文學界』2021年11月号
- 「「越境者」から「亡命者」へ至る個の軌跡」 - 『群像』2022年5月号（高橋たか子『亡命者』（講談社文芸文庫）の解説として収録）
- 「冬人形の旅」‐『新潮』2024年2月号
- 「失踪のための音楽」‐『新潮』2024年7月号
- 「透明化される現在を前にして」‐『群像』2024年9月号
- 「さまよえるチェシャ猫」‐『新潮』2024年11月号